# Mystery Science Theater 3000
Mystery Science Theater 3000, kurz MST3K, ist eine von dem US-amerikanischen Komiker Joel Hodgson erschaffene Comedy-Fernsehserie aus dem Zeitraum 1988–1999. Das Wesen der Serie besteht darin, dass sich ein Mensch zusammen mit zwei (von Puppen gespielten) Robotern B-Movies ansieht und diese dabei kommentiert und sich über die Filme lustig macht.
Diese Art der (im Englischen riffing genannten) Kommentierung ist ungefähr mit dem Mitmachen der Zuschauer bei der Rocky Horror Show vergleichbar. Pausen in Dialogen werden mit neuen Textzeilen aufgefüllt, Kommentare (oder Geräuscheffekte) dazwischengerufen, oder ein Zuschauer stellt sich als Teil der Filmszene vor die Leinwand. Oft werden auch in Sketchen zwischen den Filmsequenzen Szenen nachgespielt oder weitergeführt (was meist chaotisch endet).
Charakteristisch für MST3K ist die hohe Zahl an zitierfähigen Kommentaren, teilweise mit sehr obskuren Anspielungen, insbesondere auf die US-amerikanische Politik und Fernsehkultur der 1970er und 1980er Jahre. Charakteristisch ist ebenso das niedrige Budget der Serie, das allerdings meistens selbstironisch zur Schau gestellt wird. Zum Beispiel sind im Vorspann in voller Absicht die Drähte sichtbar, an denen sich Objekte vor einer Pappmaché-Kulisse bewegen. Dies passt stilistisch aber sehr gut zur Thematik der Serie: schlechte Filme.
Mystery Science Theater 3000 ist im nicht-englischsprachigen Raum weitgehend unbekannt. Die einzelnen Episoden der Serie wurden nie ins Deutsche übersetzt, jedoch schaffte es der Kinofilm zur Serie als Videoveröffentlichung nach Deutschland. Der Film wurde von mehreren deutschen Komikern des Frühstyxradios synchronisiert, unter anderem Oliver Kalkofe und Oliver Welke. Im Zuge des sogenannten Kalkfreitags – dem 20-jährigen Jubiläum von Kalkofes Mattscheibe – erlebte der Film am 18. April 2014 (Karfreitag) seine Free-TV-Premiere auf Tele 5. Die Serie inspirierte Kalkofe darüber hinaus zu seiner Reihe Die schlechtesten Filme aller Zeiten (SchleFaZ), die von Sommer 2013 bis Ende 2023 auf Tele 5 zu sehen war und seit Sommer 2024 auf RTL Nitro beheimatet ist.

## Charaktere, ihre Darsteller und Handlung
Sowohl die Darsteller als auch die gespielten Figuren haben während der elfjährigen Geschichte von MST3K mehrfach gewechselt. Von der ersten bis zur achten Staffel wurde die komplette Besetzung ausgetauscht.
Die Serie besitzt nur eine sehr lose Rahmenhandlung, der eigentlich erst in den Staffeln 8 bis 10 eine größere Bedeutung zukommt. Der Grund, die Serie zu schauen, ist auch nicht diese Geschichte, sondern die gezeigten Filme. Ursprünglich spielt die Handlung „am nächsten Sonntag n. Chr.“ („next Sunday, A.D.“), also in der Gegenwart, später aber auch in verschiedenen Zeitperioden der Vergangenheit und Zukunft, wie dem antiken Rom und der Welt von Planet der Affen.
Joel Robinson (Joel Hodgson), Reinigungskraft auf einer „Satelliten-Verladerampe“, wird von den verrückten Wissenschaftlern (mad scientists, kurz Mads) Dr. Clayton Forrester (Trace Beaulieu) und Dr. Laurence Erhardt (Josh Weinstein) gegen seinen Willen mit einer Rakete auf eine Raumstation geschossen, dem Satellite of Love (kurz SOL). Ihr Ziel: den schlechtesten Film aller Zeiten zu finden, und Joel ist dafür ihr Versuchskaninchen. Sie selbst leben in einem unterirdischen Labor namens „Deep 13“.

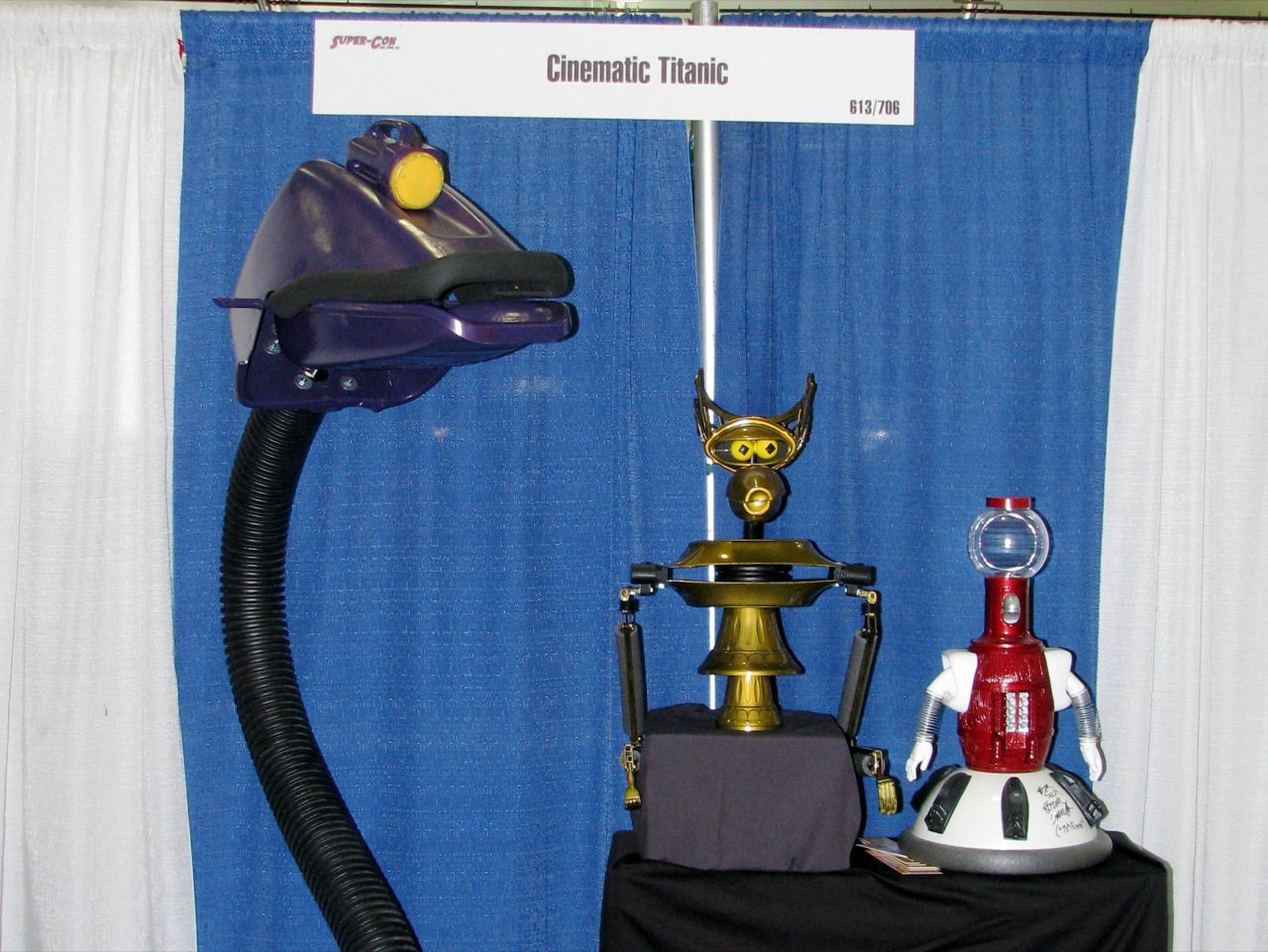
Von links nach rechts: Gypsy, Crow T. Robot und Tom Servo

Um alleine nicht den Verstand zu verlieren, baut sich der technisch sehr begabte Joel aus Teilen des Satellite of Love vier Roboter: Crow T. Robot (Trace Beaulieu/Bill Corbett), Tom Servo (Josh Weinstein/Kevin Murphy), Gypsy (Jim Mallon/Patrick Brantseg) und Cambot. Außerdem hat der SOL selbst noch eine (weibliche) Stimme, die Magic Voice genannt wird (Jann Johnson/Bridget Jones/Mary Jo Pehl).
Cambot filmt das Geschehen auf dem SOL und ist daher selbst nie zu sehen, außer im Vorspann, wo er in einen Spiegel schaut. Gypsy hält die Raumstation in Schuss und ist daher meistens zu beschäftigt, um Joel Gesellschaft zu leisten. Nur Crow und Servo schauen sich mit Joel die Filme an.
Dr. Erhardt wird nach dem Ende der ersten Staffel ohne weitere Angabe von Gründen als vermisst erklärt und durch TV’s Frank (Frank Conniff) ersetzt, der Dr. Forrester als Assistent und Prügelknabe zur Seite steht.

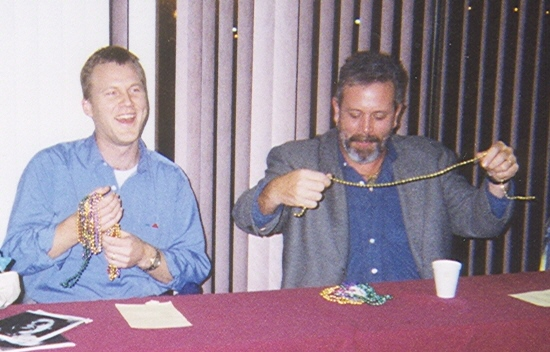
Michael J. Nelson (Mike Nelson) und Kevin Murphy (Tom Servo) auf einer Convention 1998.

In der Mitte von Staffel 5 gelingt Joel die Flucht vom Satellite of Love in einer Rettungskapsel. Dr. Forrester kidnappt aber prompt den Leiharbeiter Mike Nelson (Michael J. Nelson) und schickt ihn als Ersatz für Joel ins All.
In der letzten Folge der sechsten Staffel wird TV’s Frank von Torgo dem Weisen, einem himmlischen Wesen, in die jenseitige Welt aufgenommen. Für ihn zieht Pearl Forrester (Mary Jo Pehl), die Mutter von Dr. Forrester, in Deep 13 ein. Wegen fehlender Geldmittel entscheidet sich Dr. Forrester am Ende von Staffel 7, das Experiment zu beenden und den SOL aus der Umlaufbahn zu entlassen. Die Station wird dabei an den Rand des Universums geschleudert und ihre Bewohner verwandeln sich nach einigen bizarren Ereignissen in Energiewesen. In einer an das Ende von 2001: Odyssee im Weltraum angelehnten Szene bekommt Dr. Forrester eine Vision des „schlechtesten Films aller Zeiten“ in Form einer gigantischen Videokassette. Bei Berührung verwandelt er sich in ein Sternenbaby.
Staffel 8 beginnt damit, dass Mike, Crow und Tom wieder ihre alte Gestalt annehmen. Sie finden heraus, dass sie sich wieder über der Erde befinden, aber in einer fernen Zukunft (im Jahr 2525), in der intelligente Affen die Welt beherrschen, angeführt von niemand anderem als Pearl Forrester. Die Erde wird (versehentlich) von Mike vernichtet, aber Pearl und der Schimpanse Professor Bobo (Kevin Murphy) können entkommen und jagen dem Satellite of Love in einem raketengetriebenen VW-Bus hinterher. Sie treffen dabei eine Rasse superintelligenter Wesen, die sich selbst „Observer“ nennen und die ihre Gehirne in Schüsseln mit sich herumtragen. Ihre Welt wird ebenfalls von Mike zerstört. Der einzige überlebende Observer (Bill Corbett), von allen meist Brain Guy genannt, schließt sich Pearl und Bobo an.
Nach einigen Abenteuern in einem Wurmloch und im alten Rom erreicht der SOL wieder die Erde der Gegenwart. Pearl, Bobo und Observer beziehen Stellung auf Schloss Forrester, dem alten Familienstammsitz von Pearls Vorfahren, und führen das Experiment an Mike fort.
In der letzten Folge von Staffel 10 verliert Pearl endgültig die Kontrolle über den Satellite of Love, der daraufhin zum Landeanflug auf die Erde ansetzt. Mike, Crow und Servo überleben den Absturz, gründen eine WG und verbringen ihre Zeit ab nun damit, sich schlechte Filme im Fernsehen anzuschauen und zu kommentieren.

## Typischer Ablauf einer Folge
Eine Folge von MST3K beginnt damit, dass nach einer Szene aus dem täglichen Leben auf dem Satellite of Love die Wissenschaftler Kontakt zu Joel oder Mike aufnehmen. In der Joel-Ära findet zunächst ein „Erfindungs-Austausch“ (invention exchange) statt, in der die Bewohner des SOL und von Deep 13 versuchen, sich gegenseitig in der Präsentation einer möglichst skurrilen Erfindung zu übertreffen, beispielsweise einem Wasser-Tischfußball, Gesichtsunterwäsche (chinderwear) oder einer Rockgitarre mit Sollbruchstelle für Musiker, „die gern ihre Instrumente zerschlagen“.
Anschließend senden die Wissenschaftler das „heutige Experiment“, also den in der jeweiligen Folge gezeigten Film, auf die Station. Es ertönt ein Alarm, Warnlichter blinken, alle rufen „We’ve got Movie Sign!“ (in etwa: „Es ist Filmalarm!“ oder „Wir empfangen ein Film-Signal!“) und flüchten panisch in den Kinosaal des SOL, Cambot fliegt dabei durch einen langen Gang mit einer Reihe von Türen.
Der Film füllt den ganzen Bildschirm. Nur am unteren Rand sieht man die Silhouetten einer Reihe Kinositze und der drei Zuschauer, Joel/Mike, Crow und Servo. Die Kommentierung wird dreimal durch Sketche (oder manchmal auch Musiknummern) unterbrochen, die sich oft direkt auf den Film beziehen oder die Rahmenhandlung voranbringen. Gelegentlich bekommt die Raumstation auch Besuch von Charakteren oder Monstern aus dem Film.
Die Folgen der früheren Staffeln enden üblicherweise mit dem Verlesen von Fanpost. Nach dem Abspann wird in den meisten Folgen noch ein nur wenige Sekunden kurzer, aber besonders einprägsamer Ausschnitt aus dem Film wiederholt, der als Stinger bezeichnet wird.
Die Charaktere wissen, dass sie in einer Fernsehserie mitspielen. Die für das Fernsehen typischen Werbeunterbrechungen werden von Joel oder Mike mit „Commercial Sign“ (ähnlich dem Movie Sign) angekündigt und Dr. Forrester beschwert sich gelegentlich über niedrige Einschaltquoten.

## Gezeigte Filme
Bei den in MST3K gezeigten Filmen handelt es sich ausnahmslos um solche, die einmal im Kino oder Fernsehen gelaufen sind, oft allerdings nur in den USA. Typisch sind Horror- und Science-Fiction-Filme aus den 1950ern und 1960ern, amerikanische Fernsehfilme aus den 1970ern und 1980ern oder Videofassungen von Kinofilmen, meistens solche, die man im Videoladen auf dem Grabbeltisch findet. Allerdings fiel beispielsweise auch einmal eine Produktion des deutschen Fernsehens von William Shakespeares Hamlet und auch ein deutscher Sexploitation-/Horrorfilm namens Ein Toter hing im Netz (The Horrors of Spider Island), beide aus dem Jahr 1960, in einer englisch synchronisierten Fassung MST3K zum Opfer.
In einigen Folgen gibt es einen kurzen Vorfilm, beispielsweise ein oder zwei Folgen der alten Kinoserie Commando Cody, oder Lehr- oder Werbefilm von der Art, die in den Prelinger Archives zu finden sind.
Nicht immer haben diese Filme das Prädikat „schlecht“ verdient, und auch B-Filme mit niedrigem Budget sind oft auf ihre eigene Art unterhaltsam. Oft weisen sie Mängel beim schauspielerischen Talent, der Erzählung oder der filmischen Realisierung auf. Die Kommentare von Joel/Mike und seinen Kollegen sind auch nur selten wirklich bösartig. Es geht eher darum, mit den Filmen Spaß zu haben, als sich über sie lustig zu machen. Neben schlechten Filmen wie The Incredibly Strange Creatures Who Stopped Living and Became Mixed-Up Zombies, Robot Monster und  The Giant Spider Invasion wurden auch ernstzunehmendere Filme bearbeitet wie Das Zauberschwert (1962) – seinerzeit epochemachend für den Fantasyfilm, durch sein Alter heutzutage fast unbekannt. Im Allgemeinen ist die Qualität einer Folge bereits abhängig vom „nackten“ Unterhaltungswert der Filmvorlage.

## Entstehungsgeschichte
Mystery Science Theater 3000 wurde im Jahr 1988 von einer Gruppe von Komikern aus Minneapolis erdacht. Mit Hilfe einiger Mitarbeiter des lokalen Fernsehsenders TV23/KTMA, die hierfür oft ihre Freizeit opferten und die Ausrüstung des Senders nach Feierabend benutzen durften, wurden ein (nicht gesendeter) Pilotfilm und 21 Folgen produziert und ausgestrahlt. Diese „nullte Staffel“ wurde seitdem nicht wiederholt oder anderweitig veröffentlicht und steht außerhalb der offiziellen Zählung der Staffeln, da KTMA nur in Minneapolis empfangen werden konnte. Die ersten Folgen sind noch aus dem Stegreif heraus kommentiert.
Aus Angst, wegen mangelndem Publikumszuspruchs aus dem Programm geworfen zu werden, richteten die Macher der Serie einen Anrufbeantworter ein, dessen Nummer auf dem Bildschirm eingeblendet wurde. Kurze Zeit nach jeder Sendung war das Band voll mit überwiegend positiven Kommentaren, die zum Teil in der jeweils nächsten Folge in Ausschnitten abgespielt wurden. Später ging man dazu über, stattdessen (oft von Kindern eingeschickte) Fanpost vorzulesen, eine Tradition, die in der Serie noch über viele Jahre aufrechterhalten wurde.
Von der positiven Resonanz motiviert, gingen die Produzenten der Serie unter dem Namen Best Brains, Inc. mit ihrem Konzept bei einigen überregionalen Sendern hausieren. Der Comedy Channel (später Comedy Central) zeigte sich interessiert und finanzierte in den Jahren 1989 bis 1996 insgesamt sieben Staffeln (Staffel 1 und 2 mit jeweils 13 Folgen, Staffeln 3 bis 6 mit jeweils 24 Folgen und Staffel 7 mit 6 Folgen).
Joel Hodgson, Erfinder von MST3K und Darsteller der Hauptfigur, verließ Mitte der fünften Staffel die Serie, um sich anderen Projekten zu widmen. Seine Rolle wurde von Michael J. Nelson übernommen, dem leitenden Autor, der auch in der Vergangenheit bereits einige kurze Auftritte in der Serie hatte.
Nach Staffel 7 wurde MST3K von Comedy Central abgesetzt. Die Zukunft der Serie war einige Zeit ungewiss, aber im Jahr 1997 kaufte der SciFi-Channel die Rechte und produzierte noch drei weitere Staffeln (Staffel 8 mit 22 Folgen, Staffeln 9 und 10 mit jeweils 13 Folgen). 1999 wurde die Serie offiziell beendet und zwischen 2004 und 2017 wurden auch keine alten Folgen mehr wiederholt.
Mit Hilfe der Crowdfunding-Plattform Kickstarter wurde von Joel Hodgson erfolgreich Geld für eine elfte Staffel in neuer Besetzung gesammelt. Seit April 2017 laufen die neuen Folgen im englischsprachigen Raum auf Netflix. Im Vorfeld wurden auch die alten Staffeln beim selben Anbieter veröffentlicht.
Am 23. November 2017 wurde bekanntgegeben, dass Netflix die Serie um eine 12. Staffel verlängert hat. Im November 2018 wurden die sechs Folgen dieser Staffel veröffentlicht.

## Staffeln

### Staffelübersicht
| Staffel | Episoden | Erstausstrahlung USA | Erstausstrahlung USA | Erstausstrahlung USA |
| Staffel | Episoden | Staffelpremiere      | Staffelfinale        | Sender               |
| ------- | -------- | -------------------- | -------------------- | -------------------- |
| 0       | 22       | 24. November 1988    | 28. Mai 1989         | KTMA-TV              |
| 1       | 13       | 25. November 1989    | 3. Februar 1990      | The Comedy Channel   |
| 2       | 13       | 22. September 1990   | 2. Februar 1991      | Comedy Central       |
| 3       | 24       | 1. Juni 1991         | 25. Januar 1992      | Comedy Central       |
| 4       | 24       | 6. Juni 1992         | 30. Januar 1993      | Comedy Central       |
| 5       | 24       | 24. Juli 1993        | 5. Februar 1994      | Comedy Central       |
| 6       | 24       | 16. Juli 1994        | 25. März 1995        | Comedy Central       |
| 7       | 6        | 3. Februar 1996      | 18. Mai 1996         | Comedy Central       |
| 8       | 22       | 1. Februar 1997      | 6. Dezember 1997     | SciFi-Channel        |
| 9       | 13       | 14. März 1998        | 26. September 1998   | SciFi-Channel        |
| 10      | 13       | 11. April 1999       | 8. August 1999       | SciFi-Channel        |
| 11      | 14       | 14. April 2017       | 14. April 2017       | Netflix              |
| 12      | 6        | 22. November 2018    | 22. November 2018    | Netflix              |

### Episodenübersicht
| Nummer (gesamt) | Nummer (Staffel) | Originaltitel                      | Erstausstrahlung   |
| 001             | 0.00             | The Green Slime                    | keine Ausstrahlung |
| 002             | 0.01             | Invaders from the Deep             | 24. November 1988  |
| 003             | 0.02             | Revenge of the Mysterons from Mars | 24. November 1988  |
| 004             | 0.03             | Star Force: Fugitive Alien II      | 27. November 1988  |
| 005             | 0.04             | Gamera vs. Barugon                 | 4. Dezember 1988   |
| 006             | 0.05             | Gamera                             | 11. Dezember 1988  |
| 007             | 0.06             | Gamera vs. Gaos                    | 18. Dezember 1988  |
| 008             | 0.07             | Gamera vs. Zigra                   | 31. Dezember 1988  |
| 009             | 0.08             | Gamera vs. Guiron                  | 8. Januar 1989     |
| 010             | 0.09             | Phase IV                           | 15. Januar 1989    |
| 011             | 0.10             | Cosmic Princess                    | 22. Januar 1989    |
| 012             | 0.11             | Humanoid Woman                     | 29. Januar 1989    |
| 013             | 0.12             | Fugitive Alien                     | 5. Februar 1989    |
| 014             | 0.13             | SST: Death Flight                  | 19. Februar 1989   |
| 015             | 0.14             | Mighty Jack                        | 26. Februar 1989   |
| 016             | 0.15             | Superdome                          | 12. März 1989      |
| 017             | 0.16             | City on Fire                       | 19. März 1989      |
| 018             | 0.17             | Time of the Apes                   | 2. April 1989      |
| 019             | 0.18             | The Million Eyes of Sumuru         | 7. Mai 1989        |
| 020             | 0.19             | Hangar 18                          | 14. Mai 1989       |
| 021             | 0.20             | The Last Chase                     | 21. Mai 1989       |
| 022             | 0.21             | The „Legend of Dinosaurs“          | 28. Mai 1989       |

| Nummer (gesamt) | Nummer (Staffel) | Originaltitel                   | Erstausstrahlung           |
| 023             | 1.01             | The Crawling Eye                | 25. November 1989 unbelegt |
| 024             | 1.02             | The Robot vs. The Aztec Mummy   | 18. November 1989 unbelegt |
| 025             | 1.03             | The Mad Monster                 | 2. Dezember 1989 unbelegt  |
| 026             | 1.04             | Women of the Prehistoric Planet | 10. Februar 1990 unbelegt  |
| 027             | 1.05             | The Corpse Vanishes             | 9. Dezember 1989 unbelegt  |
| 028             | 1.06             | The Crawling Hand               | 16. Dezember 1989 unbelegt |
| 029             | 1.07             | Robot Monster                   | 23. Dezember 1989 unbelegt |
| 030             | 1.08             | The Slime People                | 30. Dezember 1989 unbelegt |
| 031             | 1.09             | Project Moonbase                | 6. Januar 1990             |
| 032             | 1.10             | Robot Holocaust                 | 13. Januar 1990            |
| 033             | 1.11             | Moon Zero Two                   | 20. Januar 1990 unbelegt   |
| 034             | 1.12             | Untamed Youth                   | 27. Januar 1990 unbelegt   |
| 035             | 1.13             | The Black Scorpion              | 3. Februar 1990            |

| Nummer (gesamt) | Nummer (Staffel) | Originaltitel                | Erstausstrahlung   |
| 036             | 2.01             | Rocketship X-M               | 22. September 1990 |
| 037             | 2.02             | The Sidehackers              | 29. September 1990 |
| 038             | 2.03             | Jungle Goddess               | 6. Oktober 1990    |
| 039             | 2.04             | Catalina Caper               | 13. Oktober 1990   |
| 040             | 2.05             | Rocket Attack U.S.A.         | 27. Oktober 1990   |
| 041             | 2.06             | Ring of Terror               | 3. November 1990   |
| 042             | 2.07             | Wild Rebels                  | 17. November 1990  |
| 043             | 2.08             | Lost Continent               | 24. November 1990  |
| 044             | 2.09             | The Hellcats                 | 8. Dezember 1990   |
| 045             | 2.10             | King Dinosaur                | 22. Dezember 1990  |
| 046             | 2.11             | First Spaceship on Venus     | 29. Dezember 1990  |
| 047             | 2.12             | Godzilla vs. Megalon         | 19. Januar 1991    |
| 048             | 2.13             | Godzilla vs. the Sea Monster | 2. Februar 1991    |

| Nummer (gesamt) | Nummer (Staffel) | Originaltitel                     | Erstausstrahlung   |
| 049             | 3.01             | Cave Dwellers                     | 1. Juni 1991       |
| 050             | 3.02             | Gamera                            | 8. Juni 1991       |
| 051             | 3.03             | Pod People                        | 15. Juni 1991      |
| 052             | 3.04             | Gamera vs. Barugon                | 22. Juni 1991      |
| 053             | 3.05             | Stranded in Space                 | 29. Juni 1991      |
| 054             | 3.06             | Time of the Apes                  | 13. Juli 1991      |
| 055             | 3.07             | Daddy-O                           | 20. Juli 1991      |
| 056             | 3.08             | Gamera vs. Gaos                   | 27. Juli 1991      |
| 057             | 3.09             | The Amazing Colossal Man          | 3. August 1991     |
| 058             | 3.10             | Fugitive Alien                    | 17. August 1991    |
| 059             | 3.11             | It Conquered the World            | 24. August 1991    |
| 060             | 3.12             | Gamera vs. Guiron                 | 7. September 1991  |
| 061             | 3.13             | Earth vs. the Spider              | 14. September 1991 |
| 062             | 3.14             | Mighty Jack                       | 21. September 1991 |
| 063             | 3.15             | Teenage Cave Man                  | 9. November 1991   |
| 064             | 3.16             | Gamera vs. Zigra                  | 19. Oktober 1991   |
| 065             | 3.17             | Viking Women and the Sea Serpent  | 26. Oktober 1991   |
| 066             | 3.18             | Star Force: Fugitive Alien II     | 16. November 1991  |
| 067             | 3.19             | War of the Colossal Beast         | 30. November 1991  |
| 068             | 3.20             | The Unearthly                     | 14. Dezember 1991  |
| 069             | 3.21             | Santa Claus Conquers the Martians | 21. Dezember 1991  |
| 070             | 3.22             | Master Ninja I                    | 11. Januar 1992    |
| 071             | 3.23             | The Castle of Fu Manchu           | 18. Januar 1992    |
| 072             | 3.24             | Master Ninja II                   | 25. Januar 1992    |

| Nummer (gesamt) | Nummer (Staffel) | Originaltitel                   | Erstausstrahlung   |
| 073             | 4.01             | Space Travelers                 | 6. Juni 1992       |
| 074             | 4.02             | The Giant Gila Monster          | 13. Juni 1992      |
| 075             | 4.03             | City Limits                     | 20. Juni 1992      |
| 076             | 4.04             | Teenagers from Outer Space      | 27. Juni 1992      |
| 077             | 4.05             | Being from Another Planet       | 4. Juli 1992       |
| 078             | 4.06             | Attack of the Giant Leeches     | 18. Juli 1992      |
| 079             | 4.07             | The Killer Shrews               | 25. Juli 1992      |
| 080             | 4.08             | Hercules Unchained              | 1. August 1992     |
| 081             | 4.09             | Indestructible Man              | 15. August 1992    |
| 082             | 4.10             | Hercules Against the Moon Men   | 22. August 1992    |
| 083             | 4.11             | The Magic Sword                 | 29. August 1992    |
| 084             | 4.12             | Hercules and the Captive Women  | 12. September 1992 |
| 085             | 4.13             | Manhunt in Space                | 19. September 1992 |
| 086             | 4.14             | Tormented                       | 26. September 1992 |
| 087             | 4.15             | The Beatniks                    | 25. November 1992  |
| 088             | 4.16             | Fire Maidens of Outer Space     | 26. November 1992  |
| 089             | 4.17             | Crash of Moons                  | 28. November 1992  |
| 090             | 4.18             | Attack of the The Eye Creatures | 5. Dezember 1992   |
| 091             | 4.19             | The Rebel Set                   | 12. Dezember 1992  |
| 092             | 4.20             | The Human Duplicators           | 26. Dezember 1992  |
| 093             | 4.21             | Monster a Go-Go                 | 9. Januar 1993     |
| 094             | 4.22             | The Day the Earth Froze         | 16. Januar 1993    |
| 095             | 4.23             | Bride of the Monster            | 23. Januar 1993    |
| 096             | 4.24             | Manos: The Hands of Fate        | 30. Januar 1993    |

| Nummer (gesamt) | Nummer (Staffel) | Originaltitel                   | Erstausstrahlung   |
| 097             | 5.01             | Warrior of the Lost World       | 17. Juli 1993      |
| 098             | 5.02             | Hercules                        | 24. Juli 1993      |
| 099             | 5.03             | Swamp Diamonds                  | 31. Juli 1993      |
| 100             | 5.04             | Secret Agent Super Dragon       | 7. August 1993     |
| 101             | 5.05             | The Magic Voyage of Sinbad      | 14. August 1993    |
| 102             | 5.06             | Eegah                           | 28. August 1993    |
| 103             | 5.07             | I Accuse My Parents             | 4. September 1993  |
| 104             | 5.08             | Operation Double 007            | 11. September 1993 |
| 105             | 5.09             | The Girl in Lovers Lane         | 18. September 1993 |
| 106             | 5.10             | The Painted Hills               | 26. September 1993 |
| 107             | 5.11             | Gunslinger                      | 9. Oktober 1993    |
| 108             | 5.12             | Mitchell                        | 23. Oktober 1993   |
| 109             | 5.13             | The Brain That Wouldn’t Die     | 30. Oktober 1993   |
| 110             | 5.14             | Teen-Age Strangler              | 7. November 1993   |
| 111             | 5.15             | The Wild Wild World of Batwoman | 13. November 1993  |
| 112             | 5.16             | Alien from L.A.                 | 20. November 1993  |
| 113             | 5.17             | Beginning of the End            | 25. November 1993  |
| 114             | 5.18             | The Atomic Brain                | 4. Dezember 1993   |
| 115             | 5.19             | Outlaw                          | 11. Dezember 1993  |
| 116             | 5.20             | Radar Secret Service            | 18. Dezember 1993  |
| 117             | 5.21             | Santa Claus                     | 24. Dezember 1993  |
| 118             | 5.22             | Teen-Age Crime Wave             | 15. Januar 1994    |
| 119             | 5.23             | Village of the Giants           | 22. Januar 1994    |
| 120             | 5.24             | 12 to the Moon                  | 5. Februar 1994    |

| Nummer (gesamt) | Nummer (Staffel) | Originaltitel                | Erstausstrahlung   |
| 121             | 6.01             | Girls Town                   | 16. Juli 1994      |
| 122             | 6.02             | Invasion U.S.A.              | 23. Juli 1994      |
| 123             | 6.03             | The Dead Talk Back           | 30. Juli 1994      |
| 124             | 6.04             | Zombie Nightmare             | 24. November 1994  |
| 125             | 6.05             | Colossus and the Headhunters | 20. August 1994    |
| 126             | 6.06             | The Creeping Terror          | 17. September 1994 |
| 127             | 6.07             | Bloodlust!                   | 3. September 1994  |
| 128             | 6.08             | Code Name: Diamond Head      | 1. Oktober 1994    |
| 129             | 6.09             | The Skydivers                | 27. August 1994    |
| 130             | 6.10             | The Violent Years            | 8. Oktober 1994    |
| 131             | 6.11             | Last of the Wild Horses      | 15. Oktober 1994   |
| 132             | 6.12             | The Starfighters             | 29. Oktober 1994   |
| 133             | 6.13             | The Sinister Urge            | 5. November 1994   |
| 134             | 6.14             | San Francisco International  | 19. November 1994  |
| 135             | 6.15             | Kitten with a Whip           | 23. November 1994  |
| 136             | 6.16             | Racket Girls                 | 26. November 1994  |
| 137             | 6.17             | The Sword and the Dragon     | 3. Dezember 1994   |
| 138             | 6.18             | High School Big Shot         | 10. Dezember 1994  |
| 139             | 6.19             | Red Zone Cuba                | 17. Dezember 1994  |
| 140             | 6.20             | Danger!! Death Ray           | 7. Januar 1995     |
| 141             | 6.21             | The Beast of Yucca Flats     | 21. Januar 1995    |
| 142             | 6.22             | Angels Revenge               | 11. März 1995      |
| 143             | 6.23             | The Amazing Transparent Man  | 18. März 1995      |
| 144             | 6.24             | Samson vs. the Vampire Women | 25. März 1995      |

| Nummer (gesamt) | Nummer (Staffel) | Originaltitel                           | Erstausstrahlung |
| 145             | 7.01             | Night of the Blood Beast                | 3. Februar 1996  |
| 146             | 7.02             | The Brute Man                           | 10. Februar 1996 |
| 147             | 7.03             | Deathstalker and the Warriors from Hell | 17. Februar 1996 |
| 148             | 7.04             | The Incredible Melting Man              | 24. Februar 1996 |
| 149             | 7.05             | Escape 2000                             | 2. März 1996     |
| 150             | 7.06             | Laserblast                              | 18. Mai 1996     |

| Nummer (gesamt) | Nummer (Staffel) | Originaltitel                                                                   | Erstausstrahlung  |
| 151             | 8.01             | Revenge of the Creature                                                         | 1. Februar 1997   |
| 152             | 8.02             | The Leech Woman                                                                 | 8. Februar 1997   |
| 153             | 8.03             | The Mole People                                                                 | 15. Februar 1997  |
| 154             | 8.04             | The Deadly Mantis                                                               | 22. Februar 1997  |
| 155             | 8.05             | The Thing That Couldn’t Die                                                     | 1. März 1997      |
| 156             | 8.06             | The Undead                                                                      | 8. März 1997      |
| 157             | 8.07             | Terror from the Year 5000                                                       | 15. März 1997     |
| 158             | 8.08             | The She Creature                                                                | 5. April 1997     |
| 159             | 8.09             | I Was a Teenage Werewolf                                                        | 19. April 1997    |
| 160             | 8.10             | The Giant Spider Invasion                                                       | 31. Mai 1997      |
| 161             | 8.11             | Parts: The Clonus Horror                                                        | 7. Juni 1997      |
| 162             | 8.12             | The Incredibly Strange Creatures Who Stopped Living and Became Mixed-Up Zombies | 14. Juni 1997     |
| 163             | 8.13             | Jack Frost                                                                      | 12. Juli 1997     |
| 164             | 8.14             | Riding with Death                                                               | 19. Juli 1997     |
| 165             | 8.15             | Agent for H.A.R.M.                                                              | 2. August 1997    |
| 166             | 8.16             | Prince of Space                                                                 | 16. August 1997   |
| 167             | 8.17             | The Horror of Party Beach                                                       | 6. September 1997 |
| 168             | 8.18             | Devil Doll                                                                      | 4. Oktober 1997   |
| 169             | 8.19             | Invasion of the Neptune Men                                                     | 11. Oktober 1997  |
| 170             | 8.20             | Space Mutiny                                                                    | 8. November 1997  |
| 171             | 8.21             | Time Chasers                                                                    | 22. November 1997 |
| 172             | 8.22             | Overdrawn at the Memory Bank                                                    | 6. Dezember 1997  |

| Nummer (gesamt) | Nummer (Staffel) | Originaltitel              | Erstausstrahlung   |
| 173             | 9.01             | The Projected Man          | 14. März 1998      |
| 174             | 9.02             | The Phantom Planet         | 21. März 1998      |
| 175             | 9.03             | The Pumaman                | 4. April 1998      |
| 176             | 9.04             | Werewolf                   | 18. April 1998     |
| 177             | 9.05             | The Deadly Bees            | 9. Mai 1998        |
| 178             | 9.06             | The Space Children         | 13. Juni 1998      |
| 179             | 9.07             | Hobgoblins                 | 27. Juni 1998      |
| 180             | 9.08             | The Touch of Satan         | 11. Juli 1998      |
| 181             | 9.09             | Gorgo                      | 18. Juli 1998      |
| 182             | 9.10             | The Final Sacrifice        | 25. Juli 1998      |
| 183             | 9.11             | Devil Fish                 | 15. August 1998    |
| 184             | 9.12             | The Screaming Skull        | 29. August 1998    |
| 185             | 9.13             | Quest of the Delta Knights | 26. September 1998 |

| Nummer (gesamt) | Nummer (Staffel) | Originaltitel                            | Erstausstrahlung   |
| 186             | 10.01            | Soultaker                                | 11. April 1999     |
| 187             | 10.02            | Girl in Gold Boots                       | 18. April 1999     |
| 188             | 10.03            | Merlin’s Shop of Mystical Wonders        | 19. September 1999 |
| 189             | 10.04            | Future War                               | 25. April 1999     |
| 190             | 10.05            | Blood Waters of Dr. Z                    | 2. Mai 1999        |
| 191             | 10.06            | Boggy Creek II: And the Legend Continues | 9. Mai 1999        |
| 192             | 10.07            | Track of the Moon Beast                  | 13. Juni 1999      |
| 193             | 10.08            | Final Justice                            | 20. Juni 1999      |
| 194             | 10.09            | Hamlet                                   | 27. Juni 1999      |
| 195             | 10.10            | It Lives By Night                        | 18. Juli 1999      |
| 196             | 10.11            | Horrors of Spider Island                 | 25. Juli 1999      |
| 197             | 10.12            | Squirm                                   | 1. August 1999     |
| 198             | 10.13            | Diabolik                                 | 8. August 1999     |

| Nummer (gesamt) | Nummer (Staffel) | Originaltitel                    | Erstausstrahlung |
| 199             | 11.01            | Reptilicus                       | 14. April 2017   |
| 200             | 11.02            | Cry Wilderness                   | 14. April 2017   |
| 201             | 11.03            | The Time Travelers               | 14. April 2017   |
| 202             | 11.04            | Avalanche                        | 14. April 2017   |
| 203             | 11.05            | The Beast of Hollow Mountain     | 14. April 2017   |
| 204             | 11.06            | Starcrash                        | 14. April 2017   |
| 205             | 11.07            | The Land That Time Forgot        | 14. April 2017   |
| 206             | 11.08            | The Loves of Hercules            | 14. April 2017   |
| 207             | 11.09            | Yongary, Monster from the Deep   | 14. April 2017   |
| 208             | 11.10            | Wizards of the Lost Kingdom      | 14. April 2017   |
| 209             | 11.11            | Wizards of the Lost Kingdom II   | 14. April 2017   |
| 210             | 11.12            | Carnival Magic                   | 14. April 2017   |
| 211             | 11.13            | The Christmas That Almost Wasn’t | 14. April 2017   |
| 212             | 11.14            | At the Earth’s Core              | 14. April 2017   |

| Nummer (gesamt) | Nummer (Staffel) | Originaltitel            | Erstausstrahlung  |
| 213             | 12.01            | Mac and Me               | 22. November 2018 |
| 213             | 12.02            | Atlantic Rim             | 22. November 2018 |
| 214             | 12.03            | Lords of the Deep        | 22. November 2018 |
| 215             | 12.04            | The Day Time Ended       | 22. November 2018 |
| 216             | 12.05            | Killer Fish              | 22. November 2018 |
| 217             | 12.06            | Ator, the Fighting Eagle | 22. November 2018 |

## Spin-offs
Im Jahr 1995 wurde ein Kinofilm zu MST3K mit dem Namen Mystery Science Theater 3000: The Movie gedreht, der jedoch keinen wirtschaftlichen Erfolg hatte. Der in diesem Film gezeigte Film ist Metaluna IV antwortet nicht (This Island Earth). Die Free-TV-Premiere in Deutschland war am 18. April 2014 auf Tele 5 im Rahmen des 20-jährigen Jubiläums von Kalkofes Mattscheibe.
Da die Folgen von MST3K mit etwa 100 Minuten für eine Fernsehserie relativ lang sind, wurden Ende 1993 einige Folgen der dritten bis fünften Staffeln zu Zweiteilern unter dem Namen The Mystery Science Theater Hour umgeschnitten. Diese Folgen enthalten eine Anmoderation im Stil eines Kulturmagazins, dargestellt von Michael J. Nelson.
Es gibt einige Serienspecials, in denen Trailer von Oscar-nominierten Filmen verarbeitet werden. Zum Start der achten Staffel veranstaltete der SciFi-Channel ein MST3K Home Game, bei dem Zuschauer live über Internet zu einem Film ihre eigenen Kommentare abgeben konnten, die dann eingeblendet wurden.
Die Schauspieler von MST3K sind im Rahmen von Fan-Conventions auch zweimal live in einem Kino in Minneapolis aufgetreten.

### Rifftrax und Cinematic Titanic
Heute wird die Tradition von MST3K fortgeführt durch Rifftrax und Cinematic Titanic. Das Stammteam von Rifftrax besteht aus Mike Nelson, Kevin Murphy (Tom Servo) und Bill Corbet (Crow), die zumeist Blockbuster kommentieren und diese Kommentare als herunterladbare MP3-Dateien vertreiben, die mit Synchronisations-Anleitungen beginnen, um parallel zu einer DVD abgespielt werden zu können. Die Dateien werden online vertrieben zu Preisen unter fünf US-Dollar. Zudem werden auch regelmäßig Gastkommentatoren eingeladen, darunter namhafte wie Weird Al Yankovic und Neil Patrick Harris.
Cinematic Titanic wird betrieben von Joel Hodgson, Trace Beaulieu (Crow, Dr. Forrester), J. Elvis Weinstein (Tom Servo, Dr. Erhardt), Frank Conniff (TV’s Frank) und Mary Jo Pehl (Pearl Forrester), die wie schon zu MST3Ks Zeiten B-Movies kommentieren. Cinematic Titanic vertreiben DVDs der Filme mit Kommentaren und bieten diese online zum Download an.
Sowohl Cinematic Titanic als auch Rifftrax veranstalten Live-Vorführungen von ausgewählten Filmen mit ihren Live-Kommentaren.

## Auszeichnungen
Mystery Science Theater 3000 erhielt im Jahr 1993 einen Peabody Award und war in den Jahren 1994 und 1995 für den Emmy Award nominiert. Die DVD-Veröffentlichungen waren in den Jahren 2004, 2006 und 2007 für den Saturn Award nominiert.

## Rechtliche Probleme
Da in Mystery Science Theater 3000 andere Filme gezeigt werden, müssen diese dazu vom jeweiligen Rechteinhaber lizenziert sein. Das brachte für die Produzenten von MST3K einige Probleme mit sich.
Zum einen konnten sie wegen der damit verbundenen immens hohen Kosten keine aktuellen Hollywood-Filme für die Serie benutzen, obwohl sie es gerne getan hätten. Zum zweiten waren die erworbenen Ausstrahlungsrechte meist zeitlich begrenzt, in wenigen Fällen sogar auf eine einzige Sendung. Viele Folgen konnten daher zum Missfallen der Fernsehsender nicht beliebig wiederholt werden, entgegen dem üblichen Vermarktungskonzept von Fernsehserien. Zudem verweigerten einige Rechteinhaber Best Brains die nötigen Rechte, um Filme in MST3K verwenden zu können.
Obwohl auch nach Einstellung der Serie weiterhin kontinuierlich Videos oder DVDs guten Absatz fanden, mussten für diese Veröffentlichungen stets aufs Neue Verträge ausgehandelt werden, weswegen nur wenige Folgen von MST3K im Handel erhältlich sind. Aus diesem Grund, und um den Bekanntheitsgrad der Serie weiter zu erhöhen, entschloss sich Best Brains zu dem ungewöhnlichen Schritt, das Kopieren und Vervielfältigen privat aufgezeichneter Folgen nicht nur explizit zu erlauben, sondern Fans sogar dabei zu unterstützen. Auf der Website des offiziellen Fan-Clubs werden Listen von Leuten geführt, die Folgen auf Video oder selbstgebrannten DVDs tauschen oder verkaufen und der Abspann der ersten Staffeln enthielt den Aufruf Keep circulating the tapes („Gebt die Videos weiter“).
Seit dem Aufkommen von Breitband-Internetanschlüssen wird diese Praxis auch in Tauschbörsen fortgesetzt.